# Marco Fortin
Marco Fortin (Noale, 1974. július 8. –) olasz labdarúgókapus.

## Pályafutása
Fortin az Internazionale akadémiáján nevelkedett és az 1994-1995-ös szezonban a felnőtt csapatnál a harmadik számú kapus volt Gianluca Pagliuca és Luca Mondini mögött, de tétmérkőzésen nem védett a milánói csapatban. 1995-ben a Pro Sesto csapatához szerződött a harmadosztályba, majd a következő idényt a Torres együttesével a negyedosztályban. Az ezt követő két szezonban 67 alkalommal állt a kapuban a harmadosztályban, 1999-ben pedig a másodosztályban is bemutatkozhatott a Treviso kapusaként. Itt 56 bajnokin védett, majd amikor a Treviso kiesett, Fortin a Sienához igazolt. A 2003-2004-es idényben bemutatkozhatott az élvonalban, ahol a Siena és a Cagliari színeiben 73 alkalommal lépett pályára. 2010. szeptember 4-én a ciprusi AÉK Lárnaka játékosa lett, majd miután visszatért hazájába, alsóbb osztályú és tartományi klubcsapatokban szerepelt.
Érdekesség, hogy mezszáma mindig a 14-es volt, mert angolul neve erre asszociált.